# Communauté de communes de la Vallée du Serein
La communauté de communes de la vallée du Serein  est une ancienne communauté de communes française, située dans le département de l'Yonne en région Bourgogne.
Créée en 1995, elle disparait le 1er janvier 2014. Ses communes membres sont alors intégrées à la communauté de communes du Pays chablisien.

## Composition
Elle est composée des communes suivantes :
| Nom                      | Code Insee | Gentilé       | Superficie (km2) | Population (dernière pop. légale) | Densité (hab./km2) |
| ------------------------ | ---------- | ------------- | ---------------- | --------------------------------- | ------------------ |
| Maligny (siège)          | 89242      | Malinéens     | 22,28            | 796 (2014)                        | 36                 |
| La Chapelle-Vaupelteigne | 89081      |               | 5,04             | 92 (2014)                         | 18                 |
| Lignorelles              | 89226      | Lignorellois  | 11,55            | 185 (2014)                        | 16                 |
| Ligny-le-Châtel          | 89227      | Linéens       | 27,48            | 1 306 (2014)                      | 48                 |
| Méré                     | 89250      | Méréens       | 11,86            | 176 (2014)                        | 15                 |
| Pontigny                 | 89307      | Pontignatiens | 11,92            | 749 (2014)                        | 63                 |
| Rouvray                  | 89328      | Rouvraysiens  | 7,59             | 412 (2014)                        | 54                 |
| Varennes                 | 89430      | Varennois     | 10,06            | 311 (2014)                        | 31                 |
| Venouse                  | 89437      | Venousiens    | 7,91             | 308 (2014)                        | 39                 |
| Villy                    | 89477      | Villiacois    | 5,84             | 103 (2014)                        | 18                 |

### Sources
- Le SPLAF (Site sur la Population et les Limites Administratives de la France)
- La base ASPIC
- Site de l'AdCF